# Пшигодзице (гмина)
Пшигодзице (пол. Przygodzice) — сельская гмина (волость) в Польше, входит как административная единица в Острувский повет (Великопольское воеводство), Великопольское воеводство. Население — 11 249 человек (на 2004 год).

## Соседние гмины

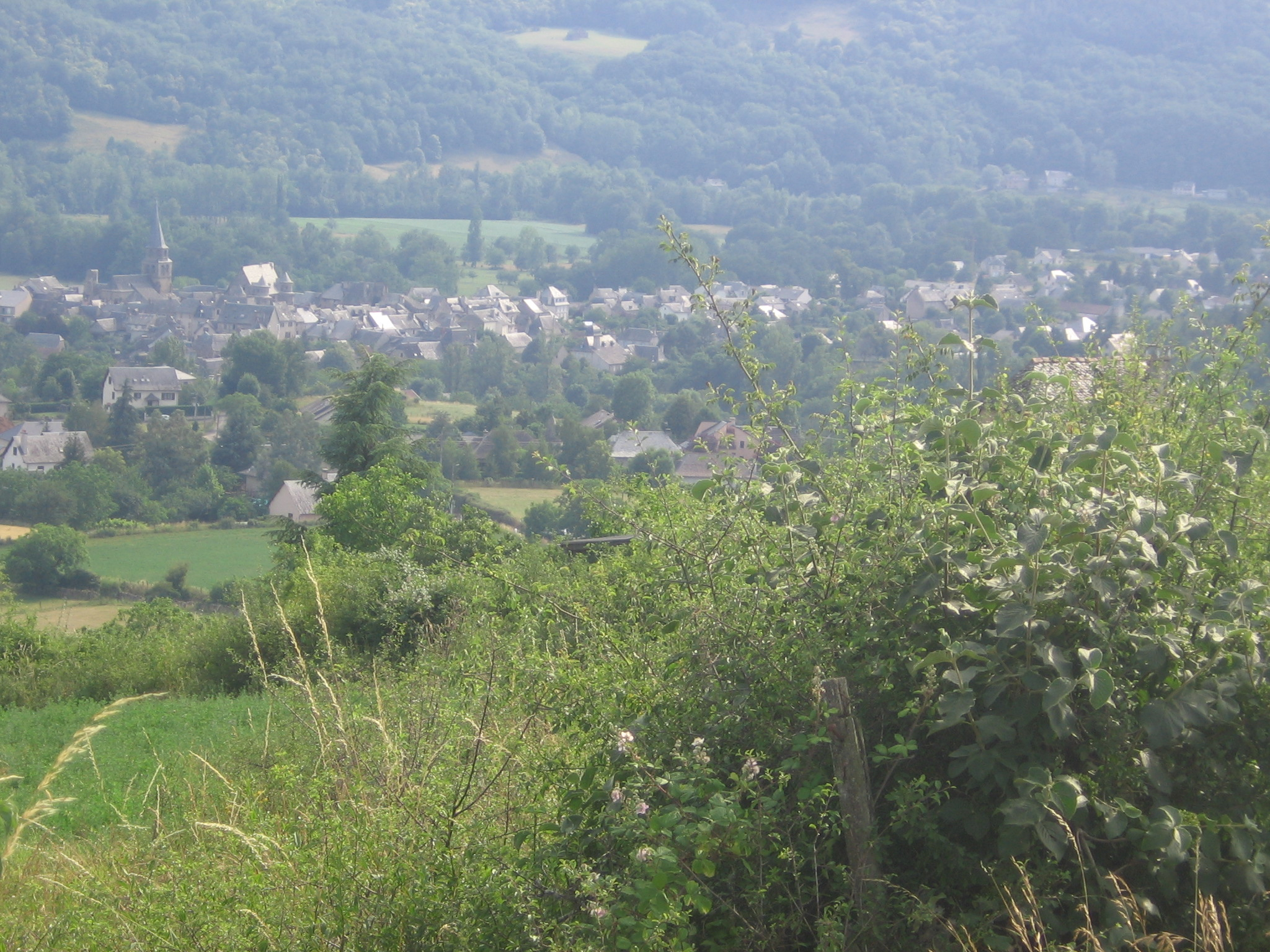
Дворец

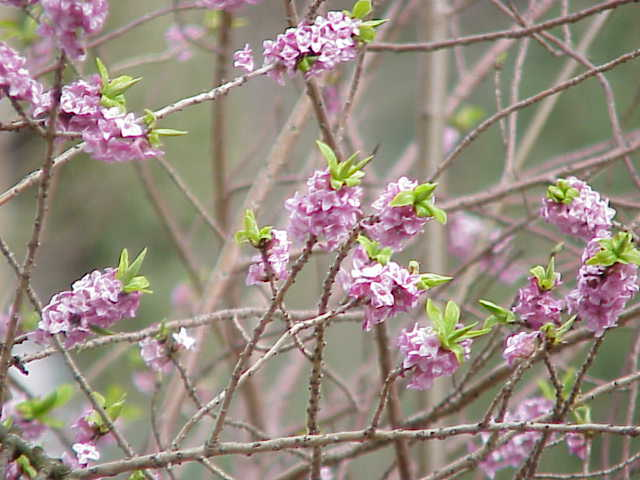
Гмина Пшигодзице

1. Гмина Микстат
2. Гмина Одолянув
3. Гмина Острув-Велькопольски
4. Острув-Велькопольски
5. Гмина Остшешув
6. Гмина Серошевице
7. Гмина Сосне